# Каспер Маунтин (Вајоминг)
Каспер Маунтин (енгл. Casper Mountain) насељено је место без административног статуса у америчкој савезној држави Вајоминг.

## Демографија
По попису из 2010. године број становника је 401, што је 103 (34,6%) становника више него 2000. године.
| Група             | 2000.       | 2010.       |
| Белци             | 284 (95,3%) | 382 (95,3%) |
| Афроамериканци    | 0 (0,0%)    | 1 (0,2%)    |
| Азијати           | 0 (0,0%)    | 1 (0,2%)    |
| Хиспаноамериканци | 6 (2,0%)    | 7 (1,7%)    |
| Укупно            | 298         | 401         |